# Nicola Acocella
Nicola Acocella (Calitri, 3 luglio 1939) è un economista italiano, emerito professore di politica economica.

## Carriera accademica
Si laurea con lode in Economia e Commercio presso l'Università di Roma nel 1963, con una tesi su "Gli intervalli temporali nell’azione economica pubblica", il cui relatore è Federico Caffè. Oltre a Federico Caffè, suo principale riferimento, gli insegnamenti di Giuseppe Guarino e Bruno De Finetti influiscono profondamente sul suo pensiero e orientamento scientifico. Di Federico Caffè è stato successore nella cattedra di politica economica e finanziaria alla Sapienza, dal 1984 al 2011.
Dal 2007 al 2009 è stato editor della “Rivista italiana degli economisti” e dell'Infer Journal.
Nel 2014 gli è stato attribuito il titolo di professore emerito "per il contributo di estrema rilevanza apportato all'avanzamento della sua disciplina, nonché per il prestigio conferito all'Ateneo".

## Attività scientifica
Fra le prime analisi spicca l'elaborazione di una versione dinamica della teoria della formazione del prezzo in oligopolio di esclusione, formulata da Joe S. Bain, Paolo Sylos Labini e Franco Modigliani. È stato antesignano in Italia degli studi sulle multinazionali e la globalizzazione.
Sulla scia dei lavori di Ezio Tarantelli si interessa di neocorporativismo, esaminando le conseguenze macroeconomiche dei patti sociali, i loro effetti per i soggetti interessati, la scarsa fattibilità dei patti stessi in assenza di un opportuno "scambio economico" o "politico", la necessità di un patto per l'incremento della dinamica della produttività in Italia, la sostituibilità del neo-corporativismo con istituzioni alternative quali il grado di conservatorismo della banca centrale e le implicazioni sugli assetti istituzionali dell'Unione europea.
I contributi più rilevanti degli ultimi anni sono in materia di fondamenti e teoria della politica economica. Questa disciplina non soltanto viene sistematizzata, con diverse monografie, ma ne vengono approfondite alcune basi portanti (come la teoria della responsabilità personale come base per le politiche redistributive e la teoria dei beni pubblici). Il contributo più innovativo è in materia di teoria della politica economica e ha dato luogo alla monografia scritta con Andrew Hughes Hallett e Giovanni Di Bartolomeo, edita da Cambridge University Press nel 2013, con la quale si fissano sia le condizioni generali di efficacia degli strumenti di politica economica sia quelle di esistenza, unicità e molteplicità dell'equilibrio nei giochi strategici di politica economica. Viene così riformulata su nuove basi, inattaccabili dalla critica, con la quale Lucas aveva dimostrato l’inefficacia di ogni azione pubblica, la teoria classica della politica economica introdotta da Jan Tinbergen, Henri Theil e Ragnar Frisch.
Quando il premio Nobel per l'economia Amartya Sen parla di Acocella nella sua presentazione del libro “The Foundations of Economic Policy”, intende sottolineare la stima di cui gode fuori del suo paese, tra i suoi colleghi accademici, l'economista italiano, il cui manuale citato lo inserisce di diritto all'interno del ristretto gruppo di autori che più hanno contribuito alla moderna della Teoria della Politica Economica, che ha inglobato quella classica.

## Pubblicazioni scientifiche
I principali temi trattati sono stati: Teoria della politica economica, Politica monetaria, Politica fiscale, Unione europea, Policy games fra sindacato, banca centrale e governo, Patti sociali, Mercato del lavoro, Distribuzione del reddito, Teorie della giustizia, Beni pubblici e beni pubblici globali, Equilibrio oligopolistico in un contesto dinamico, Estensione, determinanti ed effetti della globalizzazione, Imprese multinazionali, Decisioni in condizioni di incertezza.
Le sue pubblicazioni scientifiche, in gran parte in lingua inglese, sono circa 200.

### Principali monografie
- 1975 - N. Acocella, "Imprese multinazionali e investimenti diretti. Le cause dello sviluppo", Giuffrè, Milano.
- 1983 - N. Acocella, "L'impresa pubblica italiana e la dimensione internazionale: il caso dell'IRI", Einaudi, Torino, ISBN 978-88-06-05586-8.
- Due volumi pubblicati anche in inglese, dalla Cambridge University Press (nel 1998 e 2005 rispettivamente) e tradotti in cinese, polacco, croato:
  - 1994 - N. Acocella, "Fondamenti di politica economica: valori e tecniche", Nuova Italia Scientifica, Roma, 1a ed, ISBN 978-88-430-6324-6.
  - 1999 - N. Acocella, "Politica economica e strategie aziendali", Carocci, Roma, ISBN 978-88-430-5690-3.
- 2007 - N. Acocella e R. Leoni (a cura di), "Social pacts, employment and growth: a reappraisal of Ezio Tarantelli's thought", Springer Verlag, Heidelberg, ISBN 978-3-7908-1915-1.
- 2010 - N. Acocella (a cura di), "Luigi Einaudi: studioso, statista, governatore", Carocci, Roma, ISBN 978-88-430-5660-6.
- 2013 - N. Acocella, G. Di Bartolomeo e A. Hughes Hallett, "The theory of economic policy in a strategic context", Cambridge University Press, Cambridge, ISBN 978-1-107-02386-4.
- 2016 - N. Acocella, G. Di Bartolomeo e A. Hughes Hallett, "Macroeconomic paradigms and economic policy: From the Great Depression to the Great Recession", Cambridge University Press, Cambridge, ISBN 978-1-107-54209-9.
- 2018 – N. Acocella, "Rediscovering economic policy as a discipline", Cambridge University Press, Cambridge, ISBN 978-1-108-47049-0.
- (IT) L'Unione economica e monetaria europea : fondamenti, politiche, opzioni attuali, collana Studi superiori. Economia, 1ª ed., Roma, Carocci editore, 2019, ISBN 9788843098484, LCCN 2019405636.
- (EN) The European Monetary Union : Europe at the crossroads, New York, Cambridge University Press, 2020, ISBN 978-1-108-84087-3, LCCN 2020007279.
- (IT) Caccia all'untore. L'economia al tempo del coronavirus, Roma, Castelvecchi, 2020, ISBN 9788832901153, LCCN 2019428707.
- (IT) La globalizzazione e l'equilibrio economico mondiale, Roma, Carocci editore, 2020, ISBN 9788829001279, LCCN 2019428212.
- (IT) Il Mezzogiorno nell'economia italiana. Dall'Unità alle prospettive contemporanee, Roma, Carocci editore, 2021, ISBN 9788829009299.

## Premi e riconoscimenti
- Primo premio della Sapienza Università di Roma per “ricerca di eccellenza”, Macroarea 4, per i lavori su  La teoria della politica economica in un contesto strategico con Andrew Hughes Hallett e Giovanni Di Bartolomeo (en: “The Theory of Economic Policy in a Strategic Context”), 2009[12].
- Premio “Economia Internazionale” ricevuto dalla Camera di commercio di Genova e dall'Istituto di economia internazionale (Iei) "per il suo contributo al dibattito su un nuovo patto sociale per la produttività"[13].